# Прохоровско поле (музей резерват)
Музеят резерват Прохоровско поле (Федерална държавна бюджетна институция на културата Държавен военно-исторически музей резерват „Прохоровское поле“) е многофункционален комплекс, който обединява различни обекти, които служат за увековечаване и популяризиране на подвига, извършен по време на Великата отечествена война. На 12 юли 1943 г. в района на Прохоровското поле се провежда една от най-големите танкови битки в историята. Прохоровското поле като бойно място е третото военно поле в Русия след Куликовското поле и битката при Бородино.

## История
На 17 февруари 1971 г., по време на посещение в Прохоровка от маршал Павел Ротмистров (командир на танковата армия в битката при Прохоровка), възниква идеята да се увековечи паметта на падналите герои от битката при Курск. Още през март 1973 г. първият паметник е монтиран на надморска височина 252,2 м – танкът Т-34-85, доставен от Централноазиатския военен окръг. Малко по-късно две артилерийски установки ЗиС-2 са доставени на железопътна платформа.
На 11 юли 1973 г. е открит първият мемориал на участниците в битката, състоящ се от танк и две оръдия, с което се полагат основите на бъдещия музей резерват.
През 1981 г. на мястото на подвига на бронебойните войници от чл. Монтиран е паметен знак на лейтенант П.И. На това място бронебойните войски повалиха седем танка на германската СС дивизия „Тотенкопф“.
На 12 юли 1994 г., на 51-ата годишнина от танковата битка в село Сторожевое Второй, на масовия гроб е монтиран поклонен кръст, изработен от скулптора Вячеслав Михайлович Кликов.
На 26 април 1995 г. президентът Борис Елцин издава указ за създаването на Държавния военноисторически музей резерват „Прохоровско поле“. Указът е отговор на предложение на ръководството на Белгородска област и Министерството на културата на Руската федерация.
На 3 май 1995 г. в Прохоровка са открити два обекта: камбанарията на Прохоровското поле и църквата на Светите апостоли Петър и Павел. Те са открити в тържествена обстановка, осветени са от патриарх Алексий II. В същото време, с благословението на Алексий II, „Библиотеката на Н. И. Рижков“ е открита в дома на духовенството при църквата „Свети апостоли Петър и Павел“. Книжният фонд се увеличава и през май 1999 г. библиотеката е преместена в новата сграда на културно-историческия център на Трето военно поле на Русия „Прохоровско поле“. С течение на времето в библиотеката се появява видеозала със собствена видеотека и картини.
На 3 май 2000 г. в Прохоровка е открита ротондата „Камбаната на единството на три братски народа“. На откриването присъстват президентите на Русия, Украйна и Беларус и представители на духовенството.
На 2 май 2010 г. беше открита сградата на „Музей на военната слава на Третото военно поле на Русия“. Пред музея има скулптурно-художествена композиция „Танковата битка при Прохоровка. Таран" (скулптор Фридрих Согоян в сътрудничество със сина си Вахе).
На 16 май 2015 г. се състои откриването на танкодрума, чиято писта се намира до музея „Трето военно поле на Русия“, а трибуните могат да поберат 1300 души.
На 9 май 2020 г. ще се състои откриването на нов комплекс, посветен на домашните работници.

## Обекти

### Галерия
- Музей „Трето военно поле на Русия" и композицията „Батаран“
- Композиция „Танковата битка край Прохоровка. Таран“
- Музей на бронираната техника
- Скулптурна композиция „Десант на танкове“

Предметите на музея са разпределени по цялата територия. Повечето от тях се намират в село Прохоровка, на Танковото поле и в съседния „Парк на победата“ до спирка „Звонница“ (на пет километра югозападно от гара Прохоровка).

### ВПрохоровка
- Камбана на единството на три братски народа: руски, украински и беларуски
- Храм „Светите апостоли Петър и Павел“
- Библиотека на Н. И. Рижков на Прохоровското поле
- Културно-исторически център на Трето военно поле на Русия „Прохоровское поле“
- Музеят на военната слава на Третото военно поле на Русия и скулптурно-художествената композиция „Танковата битка при Прохоровка. Таран"
- Паметник на войниците, загинали на Прохоровското поле

### В Изложбената площ на музеят
- Скулптурна композиция „Десант на танкове“
- Музей на бронираните превозни средства (изложба на бронирани машини и оръжия на Червената армия)
- Поле за резервоари (на спирката Belfry):
- Паметник на съветските танкови екипажи на надморска височина 252,2 м танк Т-34-85
- Паметник на победата – камбанария на Прохоровското поле
- Алея на бронираната техника, артилерийските системи и системите за ПВО
- Бюст на Дмитрий Донски
- Бюст на Михаил Кутузов
- Бюст на Георгий Жуков
- Паметник на В. М. Кликов, автор на камбанарията
- Victory Park (на спирка Belfry):
- Параклис „Свети кръст“.
- Паметник на жените от войната
- Паметник на „Военните лейтенанти“
- Паметник на „Поручик Борисов“ (по време на Курската битка, ранг – сержант)
- Паметник на командирите на фронтовете в битката при Курск (Иван Конев (Степен фронт), Александър Василевски (координира действията на Воронежския и Степния фронт), Константин Рокосовски (Централен фронт))
- Паметник на командирите в битката при Курск (Павел Ротмистров (5-та гвардейска танкова армия), В. Д. Крюченкин (69-та армия), А. С. Жадов (5-та гвардейска армия))
- Паметник на старши лейтенант П. И. Шпетни, Герой на Съветския съюз
- Паметник „Сбогом“, на пиедестала има надпис „Чакай ме и аз ще се върна. Просто чакай много..."
- Паметник „Халт“
- Реконструиран фрагмент от военен лагер с окопи и землянка
- Наблюдателен пункт под формата на землянка за генерал Павел Ротмистров.
- Военно погребение на войници и офицери в село Сторожевое Второ
- Паметен знак на мястото на подвига (сега полето на Шпетни по пътя от Прохоровка до фермата „Весели“, на 8 км от камбанарията и на 3 км от фермата „Весели“) на Герой на СССР старши лейтенант П. И. Шпетни.

## Събития
На територията на музея резерват всяка година се провеждат мемориални събития в деня на освобождението на Прохоровка от нацистките нашественици (6 февруари), Деня на победата (9 май), Деня на паметта и скръбта (22 юни) и Ден на танковата битка при Прохоровка (12 юли). От 2013 г. фестивалът на аеронавтиката „Belogorye Skyspan“ се провежда ежегодно през август.

## Галерия с обекти на музея резерват
- Камбана на единението на три братски народа
- Църква „Свети апостоли Петър и Павел“
- Библиотека на Рижков
- Културно-исторически център на третото военно поле на Русия „Прохоровское поле“
- Камбария на Прохоровското поле

## Галерия „Фестиваль Небосвод Белогорья“
- Светлинно шоу
- Парад на аеростати
- Светлинното шоу на 2 август 2014
- Флешмоб „Победа“
- Символичен камбанен звън за единението на три братски народа, 17 август 2013
- Фестивал „Небосвод Белогорья“ 2014